# Gebenstorf
Gebenstorf é uma comuna da Suíça, no Cantão Argóvia, com cerca de 4.411 habitantes. Estende-se por uma área de 5,64 km², de densidade populacional de 782 hab/km². Confina com as seguintes comunas: Baden, Birmenstorf, Brugg, Turgi, Untersiggenthal, Windisch.
A língua oficial nesta comuna é o Alemão.